# Marlon Gomes
Marlon Gomes Claudino (Rio de Janeiro, 14 dicembre 2003) è un calciatore brasiliano, centrocampista dello Šachtar.

## Carriera

### Club
Marlon Gomes ha iniziato la sua carriera con la Escolinha de Futebol Arena das Nações all'età di cinque anni, prima di trasferirsi al Nova Iguaçu quattro anni più tardi. Nel 2017 è entrato nelle giovanili del Vasco da Gama ed il 19 febbraio 2020 ha firmato il suo primo contratto professionistico.
L'8 marzo 2022 ha rinnovato il contratto fino al 2024 ed è stato promosso in prima squadra. Ha debuttato il 20 luglio sostituendo Gabriel Pec al 75' dell'incontro casalingo pareggiato 1-1 contro l'Ituano ed il 13 agosto ha realizzato la sua prima rete nel successo per 3-1 contro il Tombense.
Promosso in Série A al termine della stagione, il 25 aprile 2023 ha rinnovato il contratto fino al 2026.

### Nazionale
Ha giocato nella nazionale brasiliana Under-16.
Nel dicembre del 2022 è stato incluso nella rosa brasiliana partecipante al campionato sudamericano Under-20 del 2023, tenutosi in Colombia. Il 23 febbraio si è laureato campione grazie alla vittoria per 2-0 sull'Uruguay.

## Statistiche

### Presenze e reti nei club
Statistiche aggiornate all'11 giugno 2023.
| Stagione             | Squadra              | Campionato           | Campionato | Campionato | Coppe nazionali | Coppe nazionali | Coppe nazionali | Coppe continentali | Coppe continentali | Coppe continentali | Altre coppe | Altre coppe | Altre coppe | Totale | Totale | Totale |
| Stagione             | Squadra              | Comp                 | Pres       | Reti       | Comp            | Pres            | Reti            | Comp               | Pres               | Reti               | Comp        | Pres        | Reti        | Pres   | Reti   |        |
| -------------------- | -------------------- | -------------------- | ---------- | ---------- | --------------- | --------------- | --------------- | ------------------ | ------------------ | ------------------ | ----------- | ----------- | ----------- | ------ | ------ | ------ |
| 2022                 | Vasco da Gama        | A/RJ+B               | 0+18       | 2          | CB              | 0               | 0               |                    | -                  | -                  |             | -           | -           | 18     | 2      |        |
| 2023                 | Vasco da Gama        | A/RJ+A               | 3+23       | 0          | CB              | 1               | 0               |                    | -                  | -                  |             | -           | -           | 27     | 0      |        |
| Totale Vasco da Gama | Totale Vasco da Gama | Totale Vasco da Gama | 44         | 2          |                 | 1               | 0               |                    | -                  | -                  |             | -           | -           | 45     | 2      |        |
| gen.-giu. 2024       | Šachtar              | PL                   | 11         | 4          | KU              | 2               | 0               | UCL+UEL            | 0                  | 0                  | -           | -           | -           | 13     | 4      |        |
| 2024-2025            | Šachtar              | PL                   | 17         | 2          | KU              | 1               | 0               | UCL                | 7                  | 1                  | -           | -           | -           | 20     | 1      |        |
| Totale Shakhtar      | Totale Shakhtar      | Totale Shakhtar      | 28         | 6          |                 | 3               | 0               |                    | 7                  | 1                  |             | -           | -           | 33     | 5      |        |
| Totale carriera      | Totale carriera      | Totale carriera      | 72         | 6          |                 | 4               | 0               |                    | 7                  | 1                  |             | -           | -           | 78     | 7      |        |

## Palmarès

### Club

#### Competizioni nazionali
- Campionato ucraino: 1

Šachtar: 2023-2024
- Coppa d'Ucraina: 2

Šachtar: 2023-2024, 2024-2025

### Nazionale
- Campionato sudamericano Under-20: 1

Colombia 2023